# Graham Johnson
Graham William Johnson (ur. 20 listopada 1943) – australijski kajakarz, olimpijczyk.
Reprezentował Australię na Letnich Igrzyskach Olimpijskich 1972, które odbyły się w Monachium.